# 부르키나파소의 국장

부르키나파소의 국장

부르키나파소의 국장은 1997년에 제정되었다.
방패 가운데에는 부르키나파소의 국기 문양의 방패가 그려져 있으며 방패 뒤쪽에는 엇갈린 채로 놓여 있는 두 개의 창이 그려져 있다. 방패 양쪽을 두 마리의 흰 말과 두 개의 옥수수가 감싸고 있고 방패 아래쪽에는 펼쳐져 있는 책이 놓여 있다.
국장 위쪽에 놓여 있는 리본에는 "부르키나파소"("Burkina Faso")라는 국명이 쓰여져 있으며 국장 아래쪽에 놓여 있는 리본에는 부르키나파소의 나라 표어인 "통일, 진보, 정의"("Unité, Progrès, Justice")가 프랑스어로 쓰여 있다.

## 과거의 국장

오트볼타의 국장
부르키나파소의 국장 (1984년 ~ 1997년)